# محوطه سرکلاه
محوطه سرکلاه مربوط به دوره اشکانیان است و در شهرستان خرم‌آباد، بخش ویسیان، دهستان شوراب، روستای کوماس واقع شده و این اثر در تاریخ ۱۳ آبان ۱۳۸۶ با شمارهٔ ثبت ۱۹۸۳۴ به‌عنوان یکی از آثار ملی ایران به ثبت رسیده است.